# Evelyn Stuart
Evelyn James Stuart (7 mai 1773 - 16 août 1842) est un militaire britannique et un homme politique conservateur.

## Biographie
Il est le deuxième fils de John Stuart (1er marquis de Bute), fils du Premier ministre John Stuart (3e comte de Bute). Sa mère Charlotte Jane, est la fille d'Herbert Windsor, 2e vicomte Windsor.
Stuart est élu à la Chambre des communes en février 1794, succédant à son frère décédé, John Stuart, Lord Mount Stuart, comme député de Cardiff Boroughs. Il continue à représenter la circonscription jusqu'en 1802, date à laquelle il est remplacé par son frère cadet, William Stuart (1778-1814). À la mort de ce dernier, Stuart est élu pour reprendre ses fonctions le 7 novembre 1814 et occupe ce siège jusqu'au 23 juin 1818. Il est ensuite remplacé par un autre membre de la famille, son neveu, Patrick Crichton-Stuart.
Outre sa carrière politique, il sert dans l'armée britannique. Officier au Royal Fusiliers, il est muté à une compagnie indépendante en tant que lieutenant en 1791. Il achète plus tard une capitainerie dans les Grenadier Guards et, en 1797, une majorité dans le 66e régiment d'infanterie et plus tard la même année, le poste de lieutenant-colonel du Fusiliers royaux écossais. En 1802, il passa au 22e régiment d'infanterie et en 1805, il est promu colonel.
Stuart ne s'est jamais marié. Il meurt en août 1842 à Walworth, à l'âge de 69 ans et est inhumé au cimetière de West Norwood.